# Station Saint-Cyr-en-Val - La Source
Station Saint-Cyr-en-Val-La Source is een spoorwegstation in de Franse gemeente Saint-Cyr-en-Val.